# Staatliche Führungsakademie für Ernährung, Landwirtschaft und Forsten
Die Staatliche Führungsakademie für Ernährung, Landwirtschaft und Forsten (FüAk) ist eine Landesbehörde im Geschäftsbereich des Bayerischen Staatsministeriums für Ernährung, Landwirtschaft, Forsten und Tourismus mit Sitz in Landshut. Sie ist eine dem Staatsministerium unmittelbar nachgeordnete Behörde.

## Geschichte
1959 wurde in Dachau das Seminar für Beraterfortbildung als Fortbildungseinrichtung für die Beratungskräfte der bayerischen Landwirtschaftsverwaltung gegründet. 1971 wurde diese Einrichtung durch das Seminar für Lehrerfortbildung in München ergänzt. Aus beiden Seminaren entstand 1972 das Staatsinstitut für landwirtschaftliche Lehr- und Beratungskräfte in München. An dem zunächst nur der Landwirtschaftsverwaltung vorbehaltenen Bildungsprogramm beteiligten sich seit 1977 die bayerische Staatsforstverwaltung und seit 1979 die bayerische Flurbereinigungsverwaltung.
Zum 1. Juni 1979 erfolgte die Umbenennung in Staatliche Führungsakademie für Ernährung, Landwirtschaft und Forsten. 1992 wurde die Führungsakademie an ihren heutigen Sitz nach Landshut-Schönbrunn verlegt. Im Zuge der Reform Verwaltung 21 im Jahr 2005 wandelte sich die Führungsakademie von einer Aus- und Fortbildungseinrichtung für den Geschäftsbereich des Bayerischen Staatsministeriums für Ernährung, Landwirtschaft, Forsten und Tourismus zu einer Mittelbehörde mit Zuständigkeiten in den Bereichen Personal, Haushalt und Förderung.

## Aufgaben
Der Führungsakademie obliegen die Aus- und Fortbildung der Bediensteten im Geschäftsbereich des Bayerischen Staatsministeriums für Ernährung, Landwirtschaft, Forsten und Tourismus und die Erarbeitung von Grundlagen für Landwirtschaftsverwaltung und Unterricht sowie die Erarbeitung methodischer und didaktischer Grundlagen für die Landwirtschaftsberatung. Sie unterstützt das Staatsministerium bei der Führung der Ämter für Ernährung, Landwirtschaft und Forsten. Die Führungsakademie ist zuständig für die Personal- und Haushaltsangelegenheiten der Ämter sowie die Koordinierung und Steuerung der Ämter im landwirtschaftlichen Förderwesen einschließlich der Widerspruchsverfahren. An der Führungsakademie ist ein zentraler Prüfdienst eingerichtet, der die Kontrollen auf landwirtschaftlichen Betrieben in Bayern zur Einhaltung der Voraussetzungen und Bedingungen für die staatliche Landwirtschaftsförderung wahrnimmt.

## Organisation
Die Führungsakademie gliedert sich in vier Abteilungen:
- Information und Kommunikationstechnik
- Angelegenheiten der Verwaltung
- Bildung
- Förderung